# Neuhausen/Spree
Neuhausen/Spree (baix sòrab: Kopanće/Sprjewja) és una ciutat alemanya que pertany a l'estat de Brandenburg. Comprèn els nuclis de Bagenz (311), Drieschnitz-Kahsel (392), Frauendorf (318), Gablenz (192), Groß Döbbern (580), Groß Oßnig (609), Haasow (476), Kathlow (163), Klein Döbbern (354), Komptendorf (530), Koppatz (265), Laubsdorf (539), Neuhausen (395), Roggosen (291), Sergen (415).